# Lambana cucullatalis
Lambana cucullatalis là một loài bướm đêm trong họ Noctuidae.